# Gerd Muhr
Gerhard Muhr (* 11. April 1924 in Bad Honnef; † 25. Februar 2000 in Düsseldorf) war ein deutscher Gewerkschafter, Sozialpolitiker und von 1969 bis 1990 stellvertretender Vorsitzender des DGB.

## Werdegang
Gerd Muhr  wuchs als einziger Sohn in einer kinderreichen Familie in Bad Honnef auf und wurde von seinem Vater, einem Schriftsetzer, früh mit der Gewerkschaftsbewegung vertraut gemacht.
Nach dem Besuch der Volksschule absolvierte er eine Lehre als Mechaniker. Von 1942 bis 1945 leistete er Kriegsdienst bei der Marine. 1946 kehrte er aus der Kriegsgefangenschaft zurück und nahm in seiner Heimatstadt Bad Honnef seine frühere Tätigkeit als Mechaniker wieder auf. 1946 wurde er Mitglied der IG Metall und engagierte sich in der Gewerkschaft. In der Firma Elektroapparate-Bau Josef Junker wurde er zum Betriebsratsvorsitzenden gewählt. 1947 wurde er ehrenamtlicher Vorsitzender des DGB in Bad Honnef. Von März 1949 bis Juni 1955 war er Leiter in der Verwaltungsstelle Siegburg der IG Metall, danach war er Sachbearbeiter für Arbeits- und Sozialrecht beim Vorstand der IG Metall. 1956 übernahm er dort die Leitung der Abteilung Sozialpolitik. Im Juni 1963 wählte ihn der Beirat der IG Metall zum geschäftsführenden Vorstandsmitglied. In dieser Funktion wurde er von den Gewerkschaftstagen in Bremen (1965) und München (1968) jeweils bestätigt.
1969 wechselte er in den geschäftsführenden Vorstand des DGB. Hier war er bis 1990 als stellvertretender Vorsitzender zuständig für die Sozialpolitik, die Arbeitsmarktpolitik und das Arbeitsrecht. Besonders engagierte er sich in den Gremien der Sozialversicherung. Von 1969 bis 1984 war er auch alternierender Vorstandsvorsitzender des Verbandes Deutscher Rentenversicherungsträger (VDR) und Vorsitzender der Bundesanstalt für Arbeit. Auch international war Muhr tätig. Seit 1970 war er Mitglied im Verwaltungsrat der Internationalen Arbeitsorganisation (IAO) in Genf. 1980 wurde er zum Vizepräsidenten des IAO Verwaltungsrates gewählt und war Sprecher der Arbeitnehmergruppe in der IAO. Später wurde er sogar als erster deutscher Gewerkschafter Präsident des Verwaltungsrates dieser UN-Sonderorganisation. Im Wirtschafts- und Sozialausschuss der Europäischen Gemeinschaften wirkte er an der Vollendung des Binnenmarktes mit und sorgte für sozialpolitische Begleitregelungen.
Gerd Muhr und Maria Weber gehörten zu den herausragenden Persönlichkeiten der deutschen Gewerkschaftsbewegung in der Nachkriegszeit und haben  besonders in den 1970er Jahren die Sozialpolitik und Sozialgesetzgebung geprägt.

## Veröffentlichungen
- Beschäftigungspolitik in den achtziger Jahren, Bund-Verlag, Köln 1981, ISBN  9783766305091
- Hrsg.: Streikrecht, Demokratie und Sozialstaat – Beiträge zum Arbeitskampfrecht, Bund-Verlag 1987, ISBN 9783766330734

## Anerkennung
- 1979: Großes Bundesverdienstkreuz
- 1987: Großes Bundesverdienstkreuz mit Stern